# Reis (Film)
Reis (von arabisch رئيس, DMG raʾīs ‚Oberhaupt, Chef‘) ist ein türkischer Spielfilm von Hüdaverdi Yavuz. Er sollte ursprünglich im März 2016 Premiere feiern. Am 26. Februar 2017, Erdoğans 63. Geburtstag, wurde der Film bei einer Gala in Istanbul öffentlich vorgestellt und kam am 3. März in die türkischen Kinos. Kinostart in Deutschland war am 2. März 2017 und in Österreich am Tag darauf.

## Handlung
Der Film zeigt den Aufstieg von Recep Tayyip Erdoğan aus einfachen Verhältnissen an die Macht. Zunächst wird Erdoğans Kindheit im Istanbuler Hafenviertel Kasımpaşa im Stadtteil Beyoğlu gezeigt. Wichtige Station ist 1994 bis 1998 sein Amt als Bürgermeister von Istanbul. 1999 wurde er vier Monate inhaftiert, nachdem er das Gedicht „Die Demokratie ist nur der Zug, auf den wir aufsteigen, bis wir am Ziel sind. Die Moscheen sind unsere Kasernen, die Minarette unsere Bajonette, die Kuppeln unsere Helme und die Gläubigen unsere Soldaten.“ vorgetragen hatte. Mit der Inhaftierung endet der Film.

## Rezensionen
Kritiker rezipierten Reis als verklärenden Propagandafilm.  Ihn so kurz vor der Volksabstimmung über die Einführung des umstrittenen Präsidialsystems zu veröffentlichen, werteten sie als gezielte Propagandamaßnahme. Erdoğan-Darsteller Beyoğlu dementierte dies vehement und äußerte, man habe den bereits vor längerem komplett fertiggestellten Film nicht früher veröffentlicht, weil man Erdoğan mit dem Film ein besonderes Geburtstagsgeschenk habe machen wollen. Auf die Frage, ob der Film denn gar keine Schwächen Erdoğans aufzeige, antwortete Beyoğlu: „Er hat keine Schwächen!“.
Der Film lief in türkischen Kinos nicht sehr erfolgreich. In der Internet Movie Database hat er sehr schlechte Bewertungen, zeitweise wurde er sogar als der schlechteste Film aller Zeiten gelistet.
Im Juli 2017 wurde der Produzent des Films, Ali Avcı, unter dem Vorwurf, Verbindungen zur Gülen-Bewegung zu haben, in seinem Haus in Istanbul von der Polizei in Gewahrsam genommen.
Kurz zuvor war der Trailer des neuen Films Uyanış („Erwachen“), bei dem er selbst Regie führte, erschienen. Der Film, in dem hypothetisch die Folgen eines Erfolgs des Putschversuches in der Türkei von 2016 thematisiert werden, hatte in der Türkei Empörung hervorgerufen, unter anderem weil darin Mitglieder der Familie Erdoğan getötet werden und in einer Szene Erdoğan, während er betet, eine Pistole an den Kopf gehalten wird.